# Chanoines réguliers du Latran de la congrégation d'Autriche
Les chanoines réguliers du Latran de la congrégation d'Autriche (en latin : Congregatio Canonicorum Regularium S. Augustini Lateranensium Austriaca) sont un institut de vie consacrée de chanoines réguliers de droit pontifical faisant partie de la confédération des chanoines réguliers de saint Augustin.

## Historique
À partir du XIe siècle, la vie canoniale en Autriche connaît une essor extraordinaire, il existe ainsi au XVIIIe siècle vingt-huit abbayes autonomes ; mais à la suite de la politique anticléricale de l'empereur Joseph II, tous les monastères n'exerçant pas d'enseignement ou d'activités hospitalières sont supprimés. Seules six communautés canoniques survivent.
Ces monastères (abbaye de Saint-Florian, abbaye de Klosterneuburg, abbaye de Novacella, abbaye de Herzogenburg (de), abbaye de Reichersberg (de), abbaye de Vorau) sont fédérés en une congrégation qui est agrégée aux chanoines réguliers du Latran par décret du 25 juin 1907 de la congrégation pour les évêques et les réguliers. Par le bref apostolique Caritas Unitas du 4 mai 1959, le pape Jean XXIII rassemble cette congrégation et quatre autres dans la confédération des chanoines réguliers de saint Augustin.
La congrégation autrichienne du Latran est une fédération de six abbayes sui iuris, avec à la tête de chacune, un abbé élu à vie par les chanoines de l'abbaye, assisté d'un prieur élu pour six ans. Les décisions mineures sont prises par le conseil composé de quelques délégués représentant les chanoines tandis que les questions plus importantes sont discutées en chapitre composé de tous les membres de la communauté. Les abbés, prieurs et délégués de chaque monastère constituent le chapitre général de la congrégation, qui se réunit pour élire, parmi les abbés, un abbé général pour un mandat de cinq ans, ce dernier n'exerce pas un gouvernement direct mais seulement de lien entre les abbayes.

## Activités et diffusion
Les chanoines réguliers d'Autriche se dédient au ministère paroissial et à la liturgie des heures. Chaque monastère conserve ses propres caractéristiques et peut se dédier à des activités spécifiques comme l'enseignement et l'hospitalité.
Cinq des six abbayes sont situées en Autriche, celle de Novacella se trouve à la frontière de l'Autriche dans la province autonome de Bolzano, où la majorité des habitants parlent un dialecte allemand.
Fin 2015, il y avait 153 chanoines dont 133 prêtres dans 6 abbayes.

## Source
- (it) Cet article est partiellement ou en totalité issu de l’article de Wikipédia en italien intitulé « Canonici regolari della Congregazione lateranense austriaca » (voir la liste des auteurs).